# Sello de pan

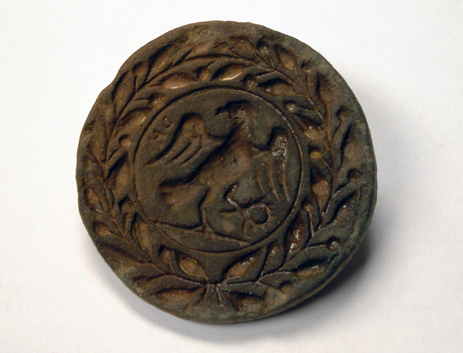
Sello panadero en el yacimiento arqueológico romano de Benalroma (sur de Málaga, España)

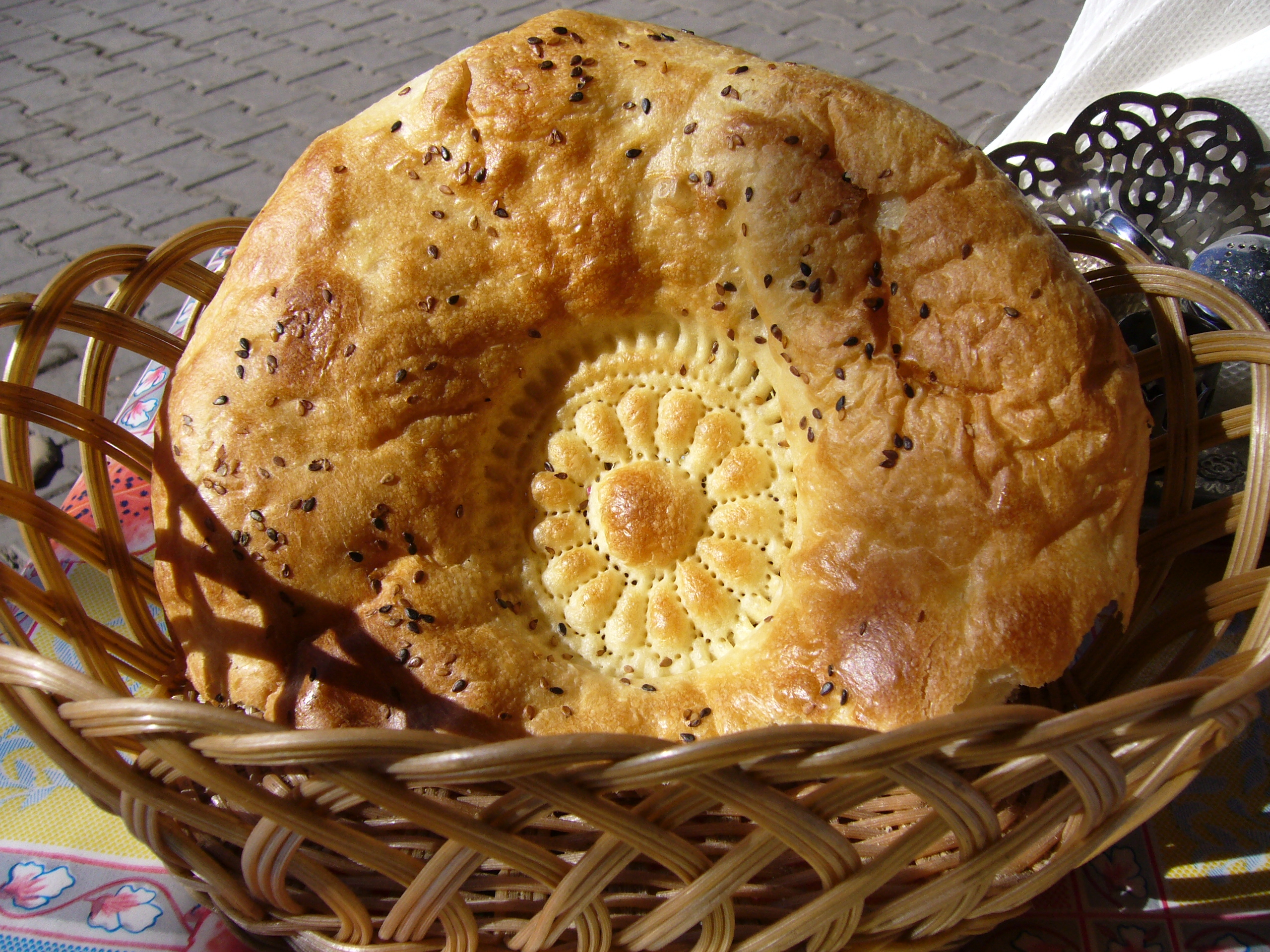
Un tandyr nan, pan uzbeko, marcado en su centro con un sello

El sello de pan es un utensilio que sirve para estampar una marca en una masa de pan antes de ser horneada, lo que se conoce como «firmar» el pan. Antiguamente, cuando los panes de diversas casas se cocían todos juntos en un horno comunitario, los sellos tenían la función de diferenciar las piezas y evitar confusiones entre los vecinos. Hoy en día, la mayoría de hornos comunitarios han desaparecido y con ellos los sellos de pan, aunque todavía se pueden encontrar panes que han sido firmados con fines decorativos, principalmente. Otros sellos tenían una función religiosa, o bien, también servían para describir las características del pan, por ejemplo: la calidad de la harina, su peso, etc.
Los sellos de pan se fabrican en diferentes materiales, tamaños y formas. Esto ha propiciado que en época contemporánea, los sellos de pan se hayan convertido en un objeto de coleccionismo.

## Terminología
En español son conocidos genéricamente como «sello panadero, sello de panadero, sello de pan» o «sello para pan». Dependiendo de la región se conocen de una forma u otra. En su libro sobre la tradición panadera en España, José Carlos Capel define los distintos nombres regionales que escuchó él para el sello: 

«Su uso cundió por todas las regiones españolas recibiendo distintos nombres según las zonas. En Cataluña senyaladors; bigarradors en la comarca de Ribagorça; cocedores en tierras salmantinas; pintas en Andalucía y marcadores en otras provincias».
J. C. Capel (1994), La tradición del pan artesanal en España 

El autor castellano-leonés Antonio Leonardo Platón también recoge el término «crecedores», usado en la cuenca del Duero. En algunos lugares se denominan «pintaderas»; con ellas se hace el pan de pintadera típico aragonés. En latín eran conocidos como signa pistoris. En inglés se conocen como bread stamp, en alemán brotstempel y en italiano timbro di pane.

## Historia
Los sellos de pan tienen una larga tradición asociada; se usaron hace 3.500 años en el Antiguo Egipto, como se puede comprobar en frescos de época. También en la Antigua Grecia, Antigua Roma o el Imperio Bizantino entre otros, como lo demuestran varias obras de arte y hallazgos arqueológicos. Según algunos investigadores, los hallazgos arqueológicos en Europa del Este demuestran que los sellos de pan ya se usaban en el Neolítico.
No cabe duda de que antes de la creación del sello propiamente dicho, los panes se marcaran con unos simples cortes de cuchillo (se cree que de aquí surge la técnica de greñar el pan) o con otros instrumentos cotidianos como unas llaves.

## Los sellos romanos (signa pistoris)
Los sellos de pan fueron extensamente usados en la Antigua Roma. Por ejemplo, cada legión romana tenía sus propios sellos. Así como en las ciudades romanas, cada familia tenía su propia marca personal e inconfundible.

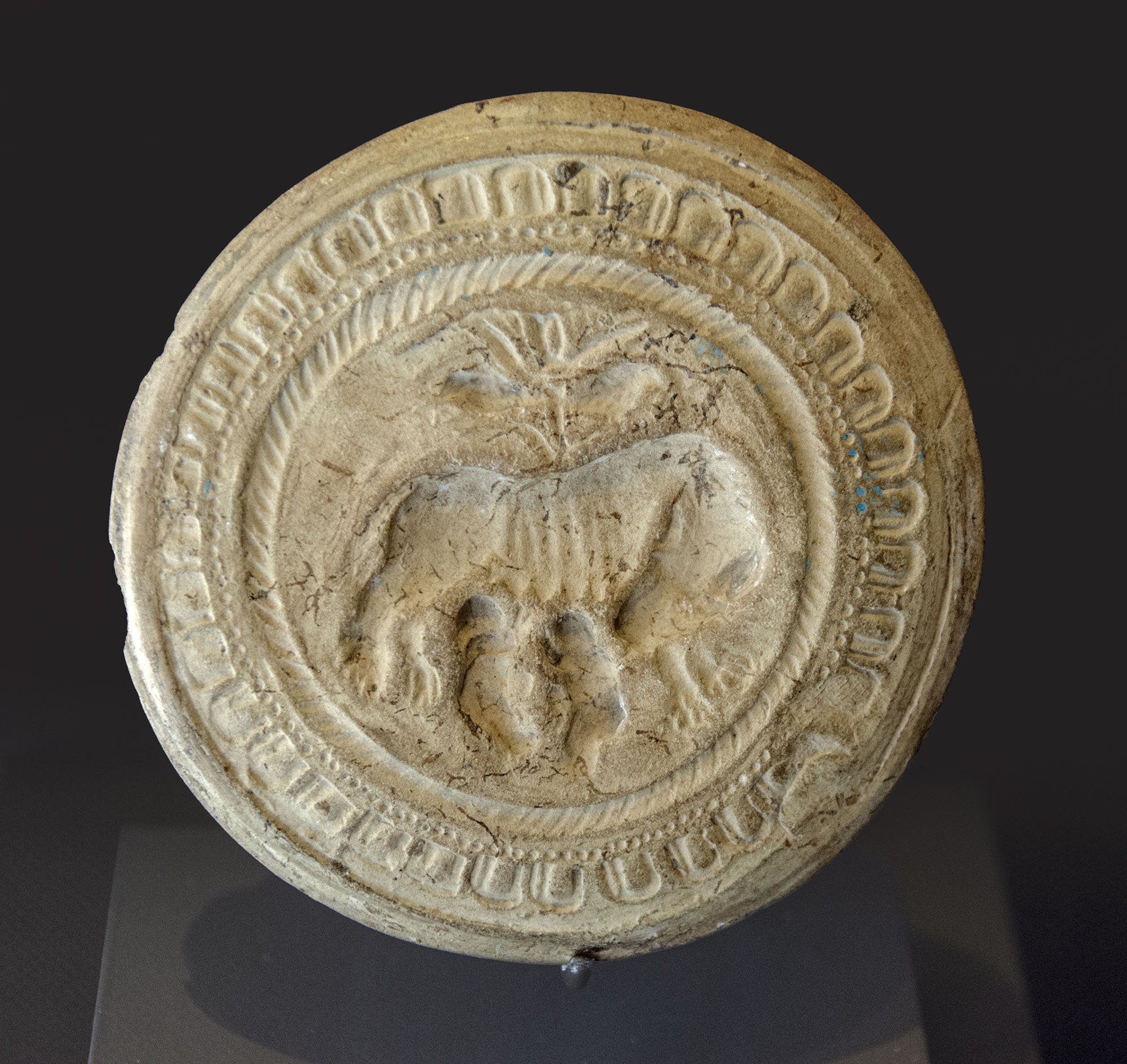
Signa romano (datado s.) en el Museo Arqueológico Nacional de España. Muestra la loba capitolina con Rómulo y Remo.

### Estudios
Se han encontrado sellos y otros utensilios de panadero en las excavaciones de Pompeya. Los primeros estudios sobre sellos panaderos romanos (signa pistoris) corresponden a Overbeck (1886) y Pasqui (1906). Más tarde, los estudios Müller (1909) se centraron en averiguar el significado y funcionalidad de estos sellos. Determinó que estos signos se estampaban en festividades concretas del calendario romano con finalidad ritual, religiosa y de culto.
Las posteriores investigaciones corroboraron y ampliaron la teoría de Müller. En 1938, el historiador húngaro Alföldi encontró sellos de la antigua provincia romana de Panonia y amplió el significado de los signa pistoris, puesto que también tuvieron como fin, según sus investigaciones, venerar el cumpleaños del emperador y otras formas de culto imperial. También se han encontrado sellos en Ostia Antica (sur de Roma), en Tamuda, Mauritania tingitana (actual Tetuán) y en otros muchos lugares más del Mediterráneo. De la Hispania romana se han encontrado sellos romanos en Córdoba, Mérida, Alcudia e Ibiza entre otros.

### Análisis formal e iconográfico
Desde el punto de vista formal, los sellos de pan romanos eran en su mayoría plaquitas circulares de barro cocido (terracota), de entre 5 y 15 cm de diámetro, y un grosor de 3-4 cm. Aunque en otros lugares, como Pompeya, también se han encontrado sellos de bronce, los sellos documentados en la península ibérica son todos de cerámica.
Asimismo la forma más común es la circular; los sellos cuadrados u otras morfologías son escasos en el mundo romano. En ellos se dibujan dioses romanos, figuras imperiales, animales míticos y mucha simbología, siempre caracterizados por el horror vacui. Por ejemplo, en Murcia se encontró un sello panadero con la loba Luperca amamantando a Rómulo y Remo. Muchos de los sellos se delimitan por una fina gráfila (línea sólida o de puntos que bordea el sello) que garantizaba un mejor estampillado. Es interesante ver que las piezas halladas en centro Europa aluden más al culto imperial, mientras que en Iberia más a la mitología.
Otros motivos comunes en los sellos son el cumpleaños del Emperador, el inicio del año consular, las saturnales, las fiestas de coronación, etc. y sobre todo a los cultos agrarios (como Deméter, diosa de la agricultura).

## Significado religioso

### Cristianismo
Es sabido que el pan es un alimento con una fortísima carga religiosa, especialmente en el cristianismo, en el cual se interpreta como el cuerpo de Cristo. La eucaristía del orden cristiano es la sangre, en forma de vino, y el cuerpo, en forma de pan (con o sin levadura). Por ello, muchos sellos hacen referencia al simbolismo cristiano del pan, e incluyen inscripciones como «Viva la gracia de Dios», «Viva el pan bendito», «Soy el principal de la mesa», «Mírame atento, soy tu alimento», «Viva la Vírgen María», etc.
Los primeros cristianos marcaban el pan con simbología, probablemente como herencia de la práctica judía. En el siglo IV fueron comunes los sellos del pez  ichtus o el crismón. Los cristianos griegos celebran la eucaristía con panes estampados desde al menos el siglo V. En las iglesias orientales se elabora un pan ritual llamado proforon (πρόσφορον) el cual se estampa con dibujos abstractos.

### Judaísmo
En el judaísmo, las ofrendas de pan ácimo se marcaban con sellos rituales. En San Juan de Acre, 2012, se encontró un sello de hace mil quinientos años con el dibujo de un candelabro menorá. Para los sefardíes, algunos panes rituales eran «los panes cenceños, panes de aflicción, matzá, panes de Pésaj, panes de presentación», etc. De la misma manera, los primeros cristianos marcaban sus panes con un sello en forma de cruz.

## Variantes
En el área pirenaica se preparan los tradicionales coques bones y retorts, los cuales se estampas con marcadores de coques. A diferencia de los sellos comunes, los marcadors de coques se imprimen varias veces con el objetivo de decorar la coca.
Cierta variante del sello de pan es el «peine» el cual tiene finos pinchos punzantes, en vez de relieves, que se hunden en el centro de la masa y ayudan a una cocción uniforme.

Algunos sellos
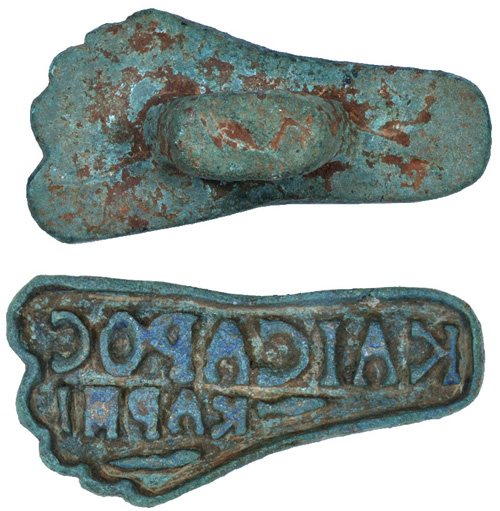
Sello de bronce; origen bizantino (s. IV-VI). En forma de pie e inscrito kaicapoc kap πo ('De César'). 8×4×2 cm.
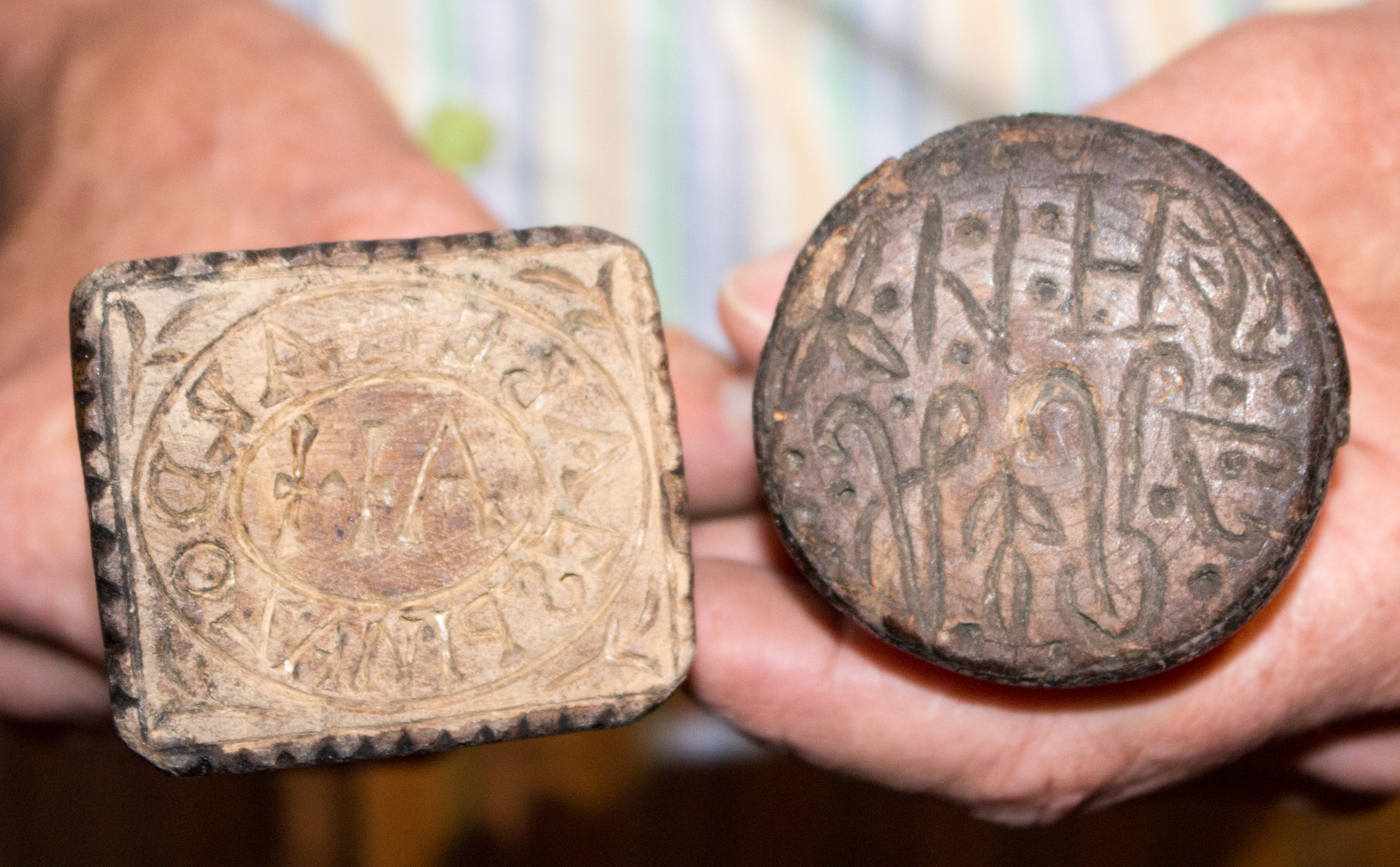
Pintores del pan o sellos del pan de Puerto Seguro, frontera entre España y Portugal
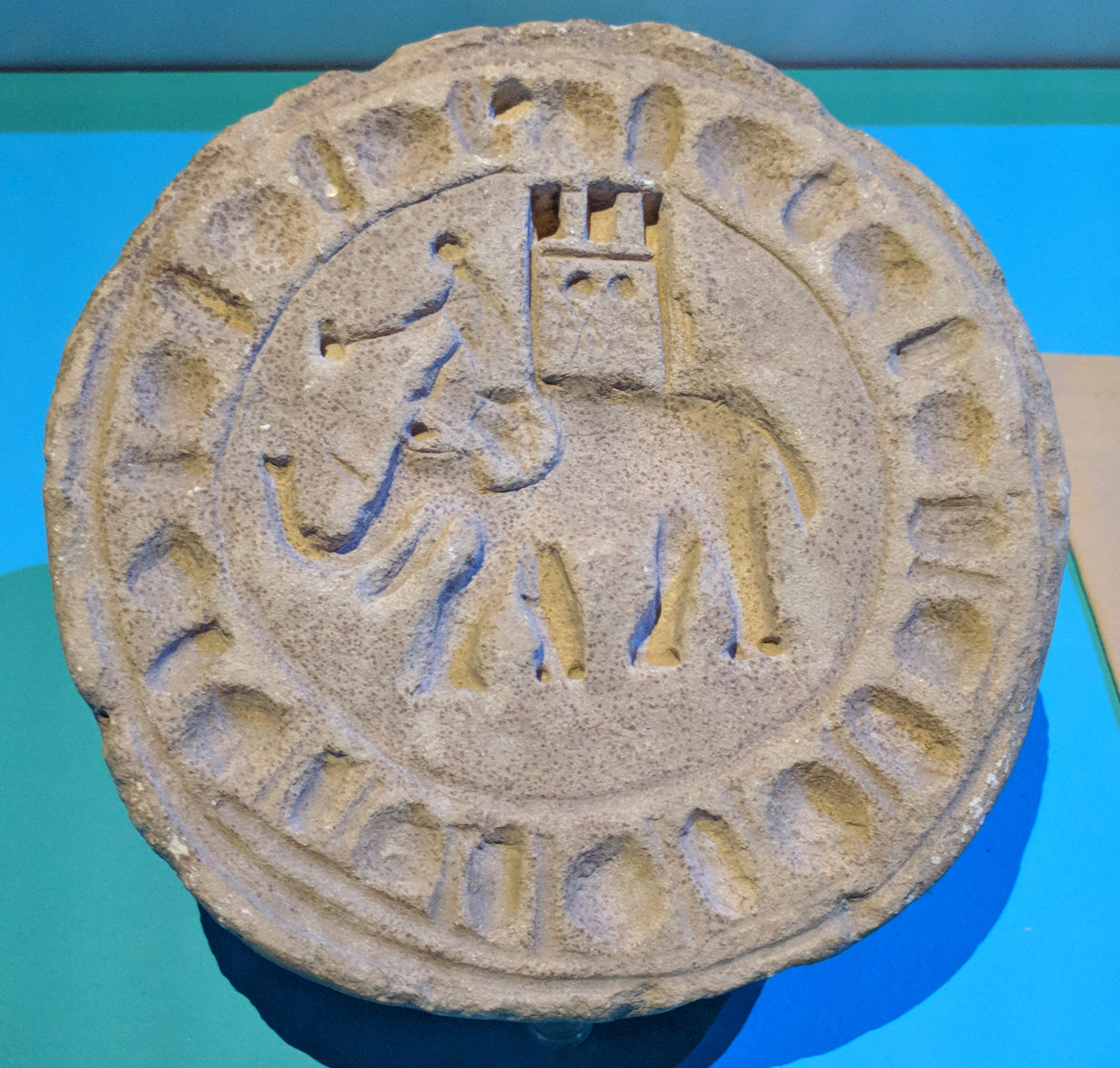
Sello pétreo egipcio (s. IV-V), en el Museo Allard Pierson
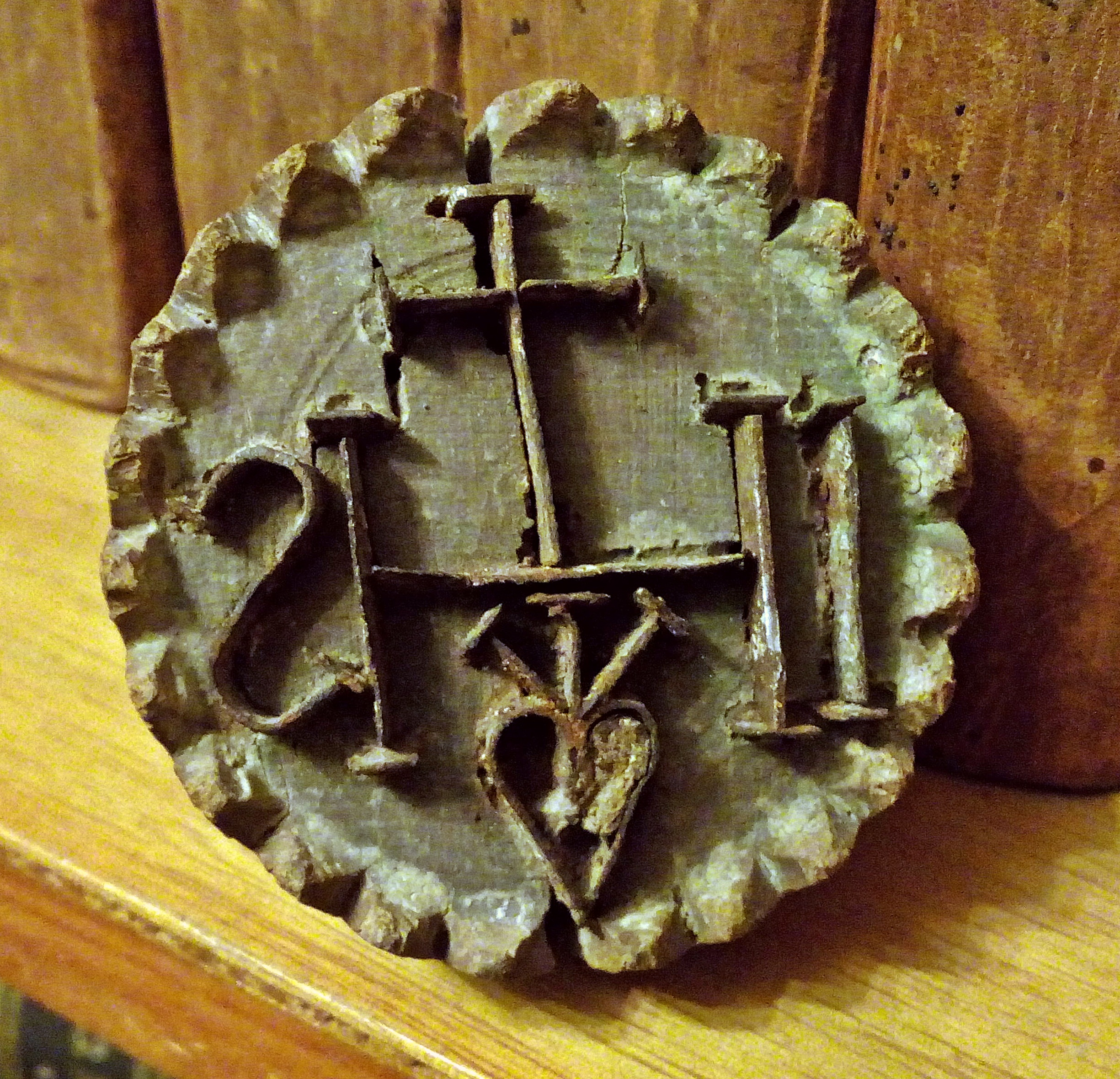
Sello alemán (~1780) con el monograma IHS
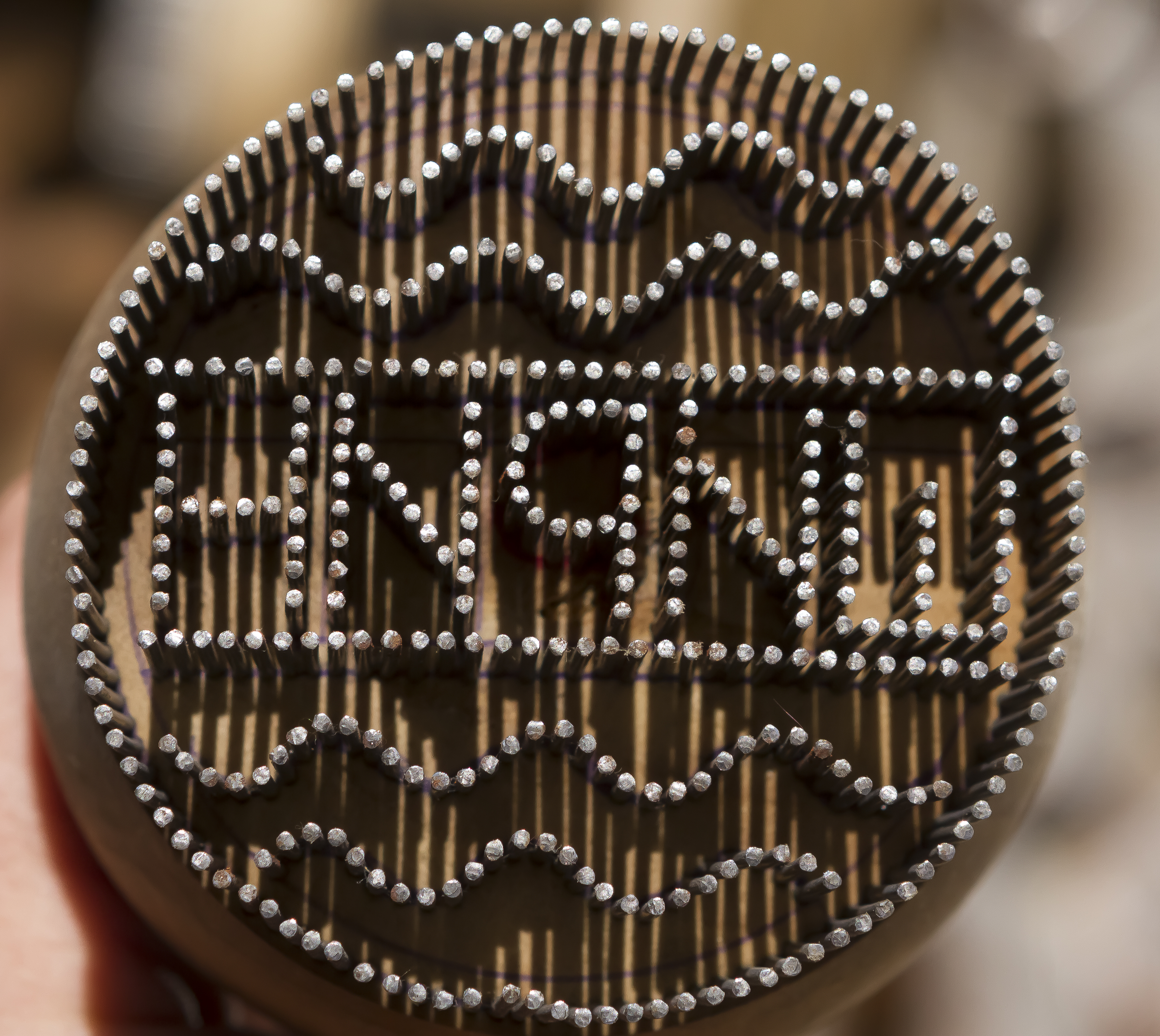
Sello uzbeko para el pan naan.
Sello panadero de Hannover